# Peristasis

Peripteros mit Peristasis

Peristasis (altgriechisch περίστασις) ist der Säulenkranz, der bei einem Peripteros die Cella in einem gewissen Abstand vollkommen umgibt, so dass ein die Cella umlaufender Umgang (als Ringhalle oder Pteron bezeichnet) gebildet wird, der für kultische Prozessionen genutzt wurde.
Wenn ein Säulenkranz indes einen Innenhof oder Garten umgibt, wird er nicht als Peristasis bezeichnet, sondern als Peristyl.